# Hall of Fame Tennis Championships 2018
Hall of Fame Tennis Championships 2018 byl tenisový turnaj pořádaný jako součást mužského okruhu ATP World Tour, který se hrál na otevřených travnatých dvorcích Casina Newport, kde sídlí Mezinárodní tenisová síň slávy. Konal se mezi 16. až 23. červencem 2018 v americkém Newportu jako čtyřicátý třetí ročník turnaje.
Turnaj s rozpočtem 623 710 dolarů patřil do kategorie ATP World Tour 250. Nejvýše nasazeným hráčem ve dvouhře se stal dvacátý šestý tenista světa Adrian Mannarino z Francie. Jako poslední přímý účastník do hlavní singlové soutěže nastoupil španělský 132. hráč žebříčku Marcel Granollers.
Čtvrtý singlový titul na okruhu ATP Tour a druhý z trávy si odvezl 28letý Američan Steve Johnson. Premiérovou společnou trofej ve čtyřhře vybojoval izraelsko-novozélandský pár Jonatan Erlich a Artem Sitak.

## Rozdělení bodů a finančních odměn

### Rozdělení bodů
| Soutěž  | vítězové | finalisté | semifinalisté | čtvrtfinalisté | 16 v kole | 32 v kole | Q  | Q2 | Q1 |
| ------- | -------- | --------- | ------------- | -------------- | --------- | --------- | -- | -- | -- |
| dvouhra | 250      | 150       | 90            | 45             | 20        | 0         | 12 | 6  | 0  |
| čtyřhra | 250      | 150       | 90            | 45             | 0         | —         | —  | —  | —  |

### Finanční odměny
| Soutěž                              | vítězové | finalisté | semifinalisté | čtvrtfinalisté | 16 v kole | 32 v kole | Q2     | Q1     |
| ----------------------------------- | -------- | --------- | ------------- | -------------- | --------- | --------- | ------ | ------ |
| dvouhra                             | $99 375  | $52 340   | $28 350       | $16 155        | $9 515    | $5 640    | $2 535 | $1 270 |
| čtyřhra                             | $30 190  | $15 870   | $8 600        | $4 920         | $2 880    | —         | —      | —      |
| částka ve čtyřhře je uvedena na pár |          |           |               |                |           |           |        |        |

## Mužská dvouhra

### Nasazení
| Stát                            | Hráč             | ATP | Nasazení |
| ------------------------------- | ---------------- | --- | -------- |
| Francie                         | Adrian Mannarino | 26. | 1.       |
| Německo                         | Mischa Zverev    | 41. | 2.       |
| USA                             | Steve Johnson    | 42. | 3.       |
| Austrálie                       | Matthew Ebden    | 51. | 4.       |
| USA                             | Ryan Harrison    | 59. | 5.       |
| Lucembursko                     | Gilles Müller    | 60. | 6.       |
| Austrálie                       | Alex de Minaur   | 80. | 7.       |
| USA                             | Denis Kudla      | 84. | 8.       |
| Žebříček ATP k 2. červenci 2018 |                  |     |          |

### Jiné formy účasti
Následující hráči obdrželi divokou kartu do hlavní soutěže:
- Christian Harrison
- Jason Jung
- Donald Young

Následující hráč nastoupil do hlavní soutěže pod žebříčkovou ochranou::
- James Duckworth

Následující hráči postoupili z kvalifikace:
- JC Aragone
- Alex Bolt
- Víctor Estrella Burgos
- Bernard Tomic

### Odhlášení
před zahájením turnaje
- Pierre-Hugues Herbert → nahradil jej  Nicolas Mahut
- John Isner → nahradil jej  Marcel Granollers
- Michail Kukuškin → nahradil jej  Ramkumar Ramanathan
- Lukáš Lacko → nahradil jej  Serhij Stachovskyj
- Mackenzie McDonald → nahradil jej  Tim Smyczek

## Mužská čtyřhra

### Nasazení
| Stát                                                                       | Hráč            | Stát               | Hráč                      | ATP  | Nasazení |
| -------------------------------------------------------------------------- | --------------- | ------------------ | ------------------------- | ---- | -------- |
| USA                                                                        | Nicholas Monroe | Austrálie          | John-Patrick Smith        | 102. | 1.       |
| Indie                                                                      | Divij Šaran     | USA                | Jackson Withrow           | 115. | 2.       |
| Indie                                                                      | Purav Radža     | Spojené království | Ken Skupski               | 125. | 3.       |
| Salvador                                                                   | Marcelo Arévalo | Mexiko             | Miguel Ángel Reyes-Varela | 133. | 4.       |
| Žebříček ATP k 2. červenci 2018; číslo je součtem umístění obou členů páru |                 |                    |                           |      |          |

### Jiné formy účasti
Následující páry obdržely divokou kartu do hlavní soutěže:
- Lleyton Hewitt /  Jordan Thompson
- Martin Redlicki /  Evan Zhu

### Odhlášení
v průbehu turnaje
- Nicolas Mahut

## Přehled finále

### Mužská dvouhra
- Steve Johnson vs.  Ramkumar Ramanathan, 7–5, 3–6, 6–2

### Mužská čtyřhra
- Jonatan Erlich /  Artem Sitak vs.  Marcelo Arévalo /  Miguel Ángel Reyes-Varela, 6–1, 6–2